# Fulda (Minnesota)
Fulda es una ciudad ubicada en el condado de Murray en el estado estadounidense de Minnesota. En el Censo de 2010 tenía una población de 1318 habitantes y una densidad poblacional de 459,7 personas por km².

## Geografía
Fulda se encuentra ubicada en las coordenadas 43°52′3″N 95°36′21″O / 43.86750, -95.60583. Según la Oficina del Censo de los Estados Unidos, Fulda tiene una superficie total de 2.87 km², de la cual 2.66 km² corresponden a tierra firme y (7.14%) 0.2 km² es agua.

## Demografía
Según el censo de 2010, había 1318 personas residiendo en Fulda. La densidad de población era de 459,7 hab./km². De los 1318 habitantes, Fulda estaba compuesto por el 91.73% blancos, el 0.83% eran afroamericanos, el 0.23% eran amerindios, el 4.17% eran asiáticos, el 0% eran isleños del Pacífico, el 1.52% eran de otras razas y el 1.52% pertenecían a dos o más razas. Del total de la población el 3.34% eran hispanos o latinos de cualquier raza.